# Opius kuscheli
Opius kuscheli är en stekelart som beskrevs av Nixon 1955. Opius kuscheli ingår i släktet Opius och familjen bracksteklar. Inga underarter finns listade i Catalogue of Life.